# Wereldbeker schaatsen 2009/2010 - Wereldbeker 3
De Wereldbeker schaatsen 2009/10 Wereldbeker 3  was de derde race van het Wereldbekerseizoen. Het werd gehouden in het Vikingskipet in Hamar, Noorwegen op 21 en 22 november 2009.

## Tijdschema
| Datum       | Tijd      | Onderdeel                      |
| ----------- | --------- | ------------------------------ |
| 21 November | 13:00 MET | 1500 m mannen 5000 m vrouwen   |
| 22 November | 14:00 MET | 1500 m vrouwen 10.000 m mannen |

## Podia

### Mannen
| Afstand: | Goud:                        | Tijd        | Zilver:               | Tijd     | Brons:                 | Tijd     |
| 1500 m   | Shani Davis Verenigde Staten | 1.44,27 BR  | Lucas Makowsky Canada | 1.45,40  | Håvard Bøkko Noorwegen | 1.45,61  |
| 10.000 m | Sven Kramer Nederland        | 12.50,96 BR | Bob de Jong Nederland | 12.54,97 | Ivan Skobrev Rusland   | 13.01,41 |

### Vrouwen
| Afstand: | Goud:                      | Tijd       | Zilver:                     | Tijd    | Brons:                     | Tijd    |
| 1500 m   | Kristina Groves Canada     | 1.55,16    | Ireen Wüst Nederland        | 1.55,95 | Martina Sáblíková Tsjechië | 1.56,34 |
| 5000 m   | Martina Sáblíková Tsjechië | 6.50,07 BR | Stephanie Beckert Duitsland | 6.52,79 | Daniela Anschütz Duitsland | 6.59,62 |